# Kadriye Partici
Kadriye Partici (geboren 1. April 1947 in Turgutlu; gestorben 25. Juli 1971 in İzmir) war die letzte Frau, die in der Türkei gehängt wurde. Der Tathergang, der zum Urteil führte, stellte sich vor Gericht folgendermaßen dar: Gemeinsam mit ihrem Bruder wollte sie ihr Opfer Aysel Malseven des Goldschmucks berauben, einer Beşibirlik-Goldmünze, die Malseven als Halsschmuck trug, vier Armreifen und eines goldenen Ringes. Sie zwang ihr Opfer, das Insektizid Folidol zu trinken. Als das Opfer das Gift erbrach, tötete der Bruder Malseven mit dem Messer. Partici wurde am 13. Mai 1969 von der Großen Strafkammer in Manisa zum Tode verurteilt. Ihr Bruder wurde ebenfalls zum Tode verurteilt. Das Urteil wurde vom Kassationshof am 18. Dezember 1969 bestätigt und nach Bestätigung durch das Parlament vollstreckt. Kadriye Partici wurde am 25. Juli 1971 in İzmir erhängt.
Die Vollstreckung des Urteils hängt mit dem Militärputsch in der Türkei von 1971 zusammen. Vor dem Putsch waren seit dem Jahr 1964 keine Todesurteile mehr vollstreckt worden.